# ボー・ラーション
ボー＝イェラン・ラーション（スウェーデン語: Bo-Göran Larsson, 1944年5月5日 - 2023年12月19日）は、スウェーデンの元プロサッカー選手。スウェーデン代表。現役時代のポジションはミッドフィールダー、フォワード。
ボッセ（Bosse）の愛称でも知られ、マルメやスウェーデン代表の中心選手として活躍した。

## 経歴

### クラブ
キャリアのほとんどをマルメで過ごし、何度もリーグ優勝を果たした。1966年から1969年にかけてはブンデスリーガのVfBシュトゥットガルトでプレイし、88試合に出場し21ゴールを挙げ、西ドイツでもプロとして高い評価を得た。1969年にはシュトゥットガルトの街から「アスリート・オブ・ジ・イヤー」として表彰され、クラブ最高の選手としてサポーターからも愛された。しかし妻がドイツでの生活に馴染めなかったため、その年の夏に母国のマルメに復帰することとなり、プロ選手としてのキャリアはあまりに短かった。
1965年と1973年にはグルドボレン（スウェーデン年間最優秀選手）を受賞し、同賞初の複数回受賞者となった。マルメやサポーターにとっては象徴的な存在であり、クラブ史上最高の選手であると考えられている。

### 代表
ラーションは、1970年代のスウェーデン代表の中心選手のひとりであった。1970年のメキシコ大会、1974年の西ドイツ大会、1978年のアルゼンチン大会と3大会連続でワールドカップに出場し、代表では通算70試合に出場、17得点を挙げている。当時代表監督を務めていたイェオリ・エリクソンはよく「まず、ボッセを選ぶ。それからどの選手を選ぶかを考える。そうやってスウェーデン代表チームを作るんだ」と述べていた。ニルス・リードホルムと並び、ラーションはスウェーデンで最も完成された選手と評されている。ピッチ上のほとんどのポジションでプレイできたマルチロールであったこともその所以である。

## 人物
現在は、生まれ故郷であるマルメで静かに暮らしている。2007年9月、「Bosse Larsson」という本が出版された。この本はヨニー・アンブリウスが本人と一緒に書いたもので、ラーションの人生のうち、現役時代に重きを置いた話が満載である。
2009年にマルメの新たなホームスタジアムであるスウェドバンク・スタディオンが完成した際には、敷地内に自身の銅像を設置することを許可し、こけら落としの試合では当時のキャプテンであったダニエル・アンデションとともにキックオフ・セレモニーを務めた。
2023年12月19日に死去。79歳没。

## 個人成績

### 代表
| スウェーデン代表 | 国際Aマッチ | 国際Aマッチ |
| 年               | 出場        | 得点        |
| ---------------- | ----------- | ----------- |
| 1964             | 2           | 2           |
| 1965             | 5           | 3           |
| 1966             | 3           | 1           |
| 1967             | 0           | 0           |
| 1968             | 3           | 2           |
| 1969             | 6           | 0           |
| 1970             | 11          | 0           |
| 1971             | 9           | 2           |
| 1972             | 8           | 4           |
| 1973             | 9           | 2           |
| 1974             | 10          | 1           |
| 1975             | 0           | 0           |
| 1976             | 0           | 0           |
| 1977             | 0           | 0           |
| 1978             | 4           | 0           |
| 通算             | 70          | 17          |

#### ゴール
| #   | 年月日         | 開催地                                    | 対戦国       | 勝敗 | 試合概要                      |
| --- | -------------- | ----------------------------------------- | ------------ | ---- | ----------------------------- |
| 1.  | 1964年9月20日  | ウレヴォール・スタディオン（ ノルウェー） | ノルウェー   | △1-1 | 北欧サッカー選手権大会        |
| 2.  | 1964年10月7日  | ロースンダ・スタディオン（ スウェーデン） | ポーランド   | △3-3 | 親善試合                      |
| 3.  | 1965年6月16日  | マルメ・スタディオン（ スウェーデン）     | イタリア     | △2-2 | 親善試合                      |
| 4.  | 1965年11月7日  | Dr. Fazıl Küçük Stadium（ キプロス）      | キプロス     | ○5-0 | 1966 FIFAワールドカップ・予選 |
| 5.  | 1965年11月7日  | Dr. Fazıl Küçük Stadium（ キプロス）      | キプロス     | ○5-0 | 1966 FIFAワールドカップ・予選 |
| 6.  | 1966年5月18日  | Stadion Olimpijski（ ポーランド）         | ポーランド   | △1-1 | 親善試合                      |
| 7.  | 1968年10月9日  | ロースンダ・スタディオン                  | ノルウェー   | ○5-0 | 1970 FIFAワールドカップ・予選 |
| 8.  | 1968年10月9日  | ロースンダ・スタディオン                  | ノルウェー   | ○5-0 | 1970 FIFAワールドカップ・予選 |
| 9.  | 1971年5月20日  | Ryavallen（ スウェーデン）                | フィンランド | ○4-1 | 北欧サッカー選手権大会        |
| 10. | 1971年8月8日   | マルメ・スタディオン                      | ノルウェー   | ○3-0 | 北欧サッカー選手権大会        |
| 11. | 1972年6月29日  | マルメ・スタディオン                      | デンマーク   | ○2-0 | 北欧サッカー選手権大会        |
| 12. | 1972年9月17日  | ウレヴォール・スタディオン                | ノルウェー   | ○3-1 | 北欧サッカー選手権大会        |
| 13. | 1972年10月15日 | ウッレヴィ（ スウェーデン）               | マルタ       | ○7-0 | 1974 FIFAワールドカップ・予選 |
| 14. | 1972年10月15日 | ウッレヴィ（ スウェーデン）               | マルタ       | ○7-0 | 1974 FIFAワールドカップ・予選 |
| 15. | 1973年11月11日 | Empire Stadium（ マルタ）                 | マルタ       | ○2-1 | 1974 FIFAワールドカップ・予選 |
| 16. | 1973年11月27日 | パルクシュタディオン（ 西ドイツ）         | オーストリア | ○2-1 | 1974 FIFAワールドカップ・予選 |
| 17. | 1974年9月4日   | ロースンダ・スタディオン                  | オランダ     | ●1-5 | 親善試合                      |

## タイトル

### クラブ
マルメFF
- アルスヴェンスカン（1965、1970、1971、1974、1975、1977）
- スウェーデンカップ（1973、1974、1975、1978）

### 個人
- アルスヴェンスカン 得点王（1963、1965、1970）
- グルドボレン（1965、1973）
- en:Stora Grabbars och Tjejers Märke（1968）[5]
- スウェーデンサッカー殿堂（2005）[6]